# Dipteros
Dipteros (dypteros, dwuskrzydłowy) – świątynia, którą otacza podwójna kolumnada.
Szczególnie popularna w architekturze jońskiej (greckiej). Najsłynniejszym przykładem dipterosu jest świątynia Artemidy w Efezie, tzw. Artemizjon.

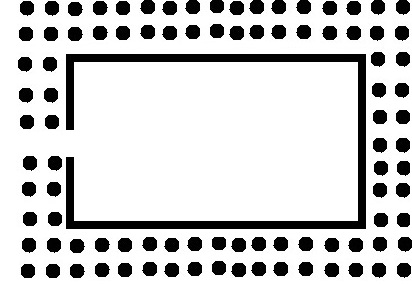
Dipteros
Dipteros
Dipteros

Pseudodipteros – podobnie jak dipteros ma dwa rzędy kolumn biegnące dookoła, ale pierwszy rząd jest wtopiony w ścianę budynku. Pseudodipterosem był na przykład Herajon (świątynia Hery) niedaleko Paestum w południowych Włoszech.

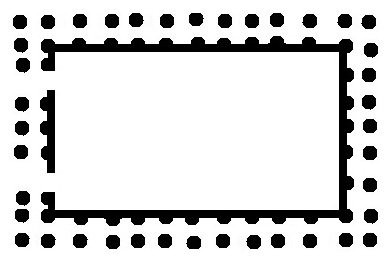
Pseudodipteros

Tripteros (trypteros) – obiekt z potrójną kolumnadą biegnące dookoła. Był zdecydowanie rzadziej stosowany niż peripteros i dipteros.

## Zobacz
- Świątynia grecka